# Joan Allen
Joan Allen (Rochelle, Illinois; 20 de agosto de 1956) es una actriz estadounidense. Ha desarrollado una sostenida carrera en el cine desde los años ochenta y, en las últimas décadas, en la televisión. Caracterizada por ser selectiva, lo cierto es que no suele realizar más de un proyecto por año y son frecuentes sus retiros del foco mediático cada cierto tiempo. Ha protagonizado películas minoritarias así como ha sido secundaria en grandes éxitos de taquilla, logrando tres nominaciones a los Premios Oscar y otras tantas al Emmy y a los Globos de Oro.
Por su porte elegante, su discreta forma de actuar y su gran capacidad dramática, acostumbra a interpretar a mujeres de clases acomodadas que están bajo el yugo de las convenciones morales, de sus maridos o de sí mismas, a las que un acontecimiento inesperado las sacude, aunque también es reconocida por encarnar a personajes fuertes cuyo poder influye en el resto. Algunas de sus películas más reconocidas son Nixon, La tormenta de hielo, Pleasantville, El diario de Noa o la saga sobre Jason Bourne. En la última década ha abandonado el cine y ha espaciado su trabajo colaborando puntualmente en miniseries como La historia de Lisey o Zero Day.

## Biografía
Joan Allen nació el 20 de agosto de 1956 en Rochelle, Illinois, en cuya universidad —The Eastern Illinois University— conoció a John Malkovich, quien la invitó a ir a Chicago para sumarse a la Steppenwolf Theatre Company, con la que Joan estrenó And a Nightingale. El éxito de público le permitió acceder a unas producciones dirigidas por Wallace Shawn. En 1985, año en el que debutó en la televisión con la serie Evergreen, Joan participó en The Marriage of Bette and Bo. Francis Ford Coppola en Peggy Sue se casó (1986) le dio su primera oportunidad en el cine.
Satisfecho con el trabajo de la actriz, Coppola le encomendó el papel de Vera Tucker en Tucker: un hombre y su sueño (1988), película con la cual quedó confinada durante años al estereotipo de la buena esposa, capaz de sostener las riendas de la familia. Jeff Bridges encarnó a su marido. A mediados de ese año, Joan se casó con Peter Friedman.
Para entonces Joan ya era una figura de la escena de Broadway. Había ganado el Premio Tony con Burn This (1987), optando al año siguiente al premio por The Heide Chronicles, donde defendió una papel verídico en las antípodas de su imagen cinematográfica: Heidi Holland.
Durante unos años participó escuetamente en cintas como Searching for Bobby Fischer (1993) y Amor loco (1994). En 1995 Oliver Stone le propició una oportunidad de lucimiento en Nixon, en la cual Joan caracterizó a Pat Nixon como una mujer manipuladora, fría y distante que tenía bajo sus órdenes a su marido. Joan recibió una candidatura a los Premios del Sindicato de Actores y al Óscar a la mejor actriz de reparto.
Al año siguiente repitió por su interpretación de Elizabeth Proctor, una mujer embarazada que al defender el honor de su marido le condena involuntariamente a muerte, en la película The Crucible, adaptación cinematográfica de Las brujas de Salem, pieza teatral de Arthur Miller contra el McCarthysmo y que contenía un soterrado discurso sobre la importancia de decir la verdad.
En 1997 accedió a su primer papel protagonista en La tormenta de hielo, donde se puso en la piel de Elena Hood, una mujer insatisfecha de un marido infiel (Ben: Kevin Kline), unos hijos (Paul y Wendy: Tobey Maguire y Christina Ricci) que no le hacen caso, cleptómana y que es incapaz de vengarse de su traición, por más que decida dar término a la relación conyugal. Joan completó el año con una intervención en Cara a cara.
En 1998 volvió a coincidir con Tobey Maguire en Pleasantville, donde de nuevo defendió el papel de una aplicada ama de casa llamada Bety Parker, cuyos hijos (David y Jennifer: Maguire y Reese Witherspoon) la sacan de su total ignorancia sobre los placeres del sexo -incluyendo la masturbación- y que se atreve a subvertir el orden mccarthysta y rígido de la comunidad al iniciar un romance con Mr. Johnson Jeff Daniels. Varias asociaciones de críticos la premiaron por su trabajo, pero por muy pocos votos no logró figurar entre las candidatas al Óscar.
Al transgredir su rol habitual, Joan empezó a acceder a otro tipo de papeles, como el que representó en Candidata al poder, donde volvió a medirse las caras con Jeff Bridges y Christian Slater. La senadora Laine Hanson supuso una ocasión especial de promoción para Joan, ya que su personaje era una política independiente, juzgada por su pasado presuntamente amoral y por haber cambiado de filas al defender el derecho al aborto, pero que también había cometido errores en su vida como traicionar a su mejor amiga con su marido. Finalmente Laine Hanson vencía a sus oponentes y se hacía con el cargo de vicepresidenta del país. Joan obtuvo una candidatura al Oscar a la mejor actriz.
En 2001 se estrenó en la televisión con la miniserie de dos episodios Las brumas de Avalon, basada en una leyenda de la Edad Media y en la que trabajó junto a Anjelica Huston y Julianna Margulies, aunque fue con el biopic sobre la célebre pintora Georgia O'Keeffe (2009) cuando logró nominaciones al Emmy, SAG y a los Globos de Oro por su fantástica interpretación. Entremedias, Joan se convirtió en una secundaria de lujo en películas comerciales como El diario de Noa (2004), El mito de Bourne (2004) y su secuela El ultimátum de Bourne (2007), donde desempeñaba el papel de miembro de la CIA, así como protagonizaba cintas minoritarias como En el medio de la nada (2003), Yes (2004) y Más allá del odio (2005), junto a Kevin Costner.
Un año después unió fuerzas con Jessica Lange y Kathy Bates en  la road movie El viaje de nuestra vida (2006), en la que tres amigas hacían un largo viaje para trasladar las cenizas del marido de una de ellas. Desafortunadamente, la película fue un rotundo fracaso de taquilla. En 2008 encarnó a una despiadada jefa de prisiones en Death Race, en la que se enfrentó a Jason Statham, y en 2009 sería la esposa de Richard Gere en el drama animalista de Lasse Hallström Siempre a tu lado, Hachiko, esta vez sí, con gran éxito crítico y comercial.
Poco a poco, fue espaciando sus apariciones en la pantalla grande hasta el punto que sólo realizó dos películas en la década: protagonizó Un buen matrimonio (2014), basada en la novela de Stephen King, y fue la abuela de La habitación (2015), una película ampliamente alabada que fue candidata a varios Premios Oscar. Desde entonces, no ha vuelto a estrenar ninguna película. Mientras tanto, en la televisión encontró cierta estabilidad: realizó un papel secundario en Luck (2012), la serie protagonizada por Dustin Hoffman sobre el mundo de la hípica, posteriormente se incorporó a la cuarta temporada de The Killing (2014) y protagonizó la dramática miniserie El secreto de Adam (2016), en la que encarnó a una alcaldesa cuyo desaparecido hijo regresaba a casa, causando así un gran revuelo emocional.
Tras un parón de cinco años, la actriz regresó a la pequeña pantalla de la mano de Pablo Larraín para La historia de Lisey (2021), una miniserie de ocho episodios que adaptaba la célebre novela de Stephen King. Aquella producción la hermanó con Julianne Moore y Jennifer Jason Leigh y le supuso un reto interpretativo al dar vida a una enferma de catatonia. Volvió a tomarse otro lustro de retiro de la actuación hasta Zero Day (2025), miniserie de Netflix en la interpreta a la esposa del expresidente de Estados Unidos encarnado por Robert De Niro, que vuelve a la vida política tras un ataque cibernético que pone en jaque a Estados Unidos. El reparto lo completan Jesse Plemons, Angela Bassett, Connie Britton, Lizzy Caplan y Bill Camp y la dirige Lesli Linka Glatter.

## Cine
| Año  | Título                       | Director              | Rol                   |
| ---- | ---------------------------- | --------------------- | --------------------- |
| 1985 | Posiciones comprometidas     | Frank Perry           | Mary Alice Mahoney    |
| 1986 | Manhunter                    | Michael Mann          | Reba McClane          |
| 1986 | Zeisters                     | John Golden           | Lala                  |
| 1986 | Peggy Sue se casó            | Francis Ford Coppola  | Maddy Nagle           |
| 1988 | Tucker: un hombre y su sueño | Francis Ford Coppola  | Vera Tucker           |
| 1989 | Recuerdos de guerra          | Norman Jewison        | Irene                 |
| 1993 | Ethan Frome                  | John Madden           | Zenobia 'Zeena' Frome |
| 1993 | Searching for Bobby Fischer  | Steven Zaillian       | Bonnie Waitzkin       |
| 1993 | Josh and S.A.M.              | Billy Weber           | Caroline Whitney      |
| 1995 | Mad Love                     | Antonia Bird          | Margaret Roberts      |
| 1995 | Nixon                        | Oliver Stone          | Pat Nixon             |
| 1996 | El crisol                    | Nicholas Hytner       | Elizabeth Proctor     |
| 1997 | La tormenta de hielo         | Ang Lee               | Elena Hood            |
| 1997 | Face/Off                     | John Woo              | Doctora Eve Archer    |
| 1998 | Pleasantville                | Gary Ross             | Betty Parker          |
| 1999 | It's the rage                | James D. Stern        | Helen                 |
| 2000 | When the Sky Falls           | John McKenzie         | Sinead Hamilton       |
| 2000 | Candidata al poder           | Rod Lurie             | Laine Hanson          |
| 2003 | En el medio de la nada       | Campbell Scott        | Arlene                |
| 2004 | El diario de Noa             | Nick Cassavetes       | Ann Hamilton          |
| 2004 | El mito de Bourne            | Paul Greengrass       | Pamela Landy          |
| 2004 | Yes                          | Sally Potter          | She                   |
| 2005 | Más allá del odio            | Mike Binder           | Terry Ann Wolfmeyer   |
| 2006 | El viaje de nuestra vida     | Christopher N. Rowley | Carol Brimm           |
| 2007 | El ultimátum de Bourne       | Paul Greengrass       | Pamela Landy          |
| 2008 | Death Race                   | Paul W. S. Anderson   | Hennessey             |
| 2009 | Siempre a tu lado, Hachiko   | Lasse Hallström       | Cate Wilson           |
| 2012 | The Bourne Legacy            | Paul Greengrass       | Pamela Landy          |
| 2014 | Un buen matrimonio           | Peter Askin           | Darcy Anderson        |
| 2015 | La habitación                | Lenny Abrahamson      | Nancy                 |

## Televisión
| Año  | Título                | Rol                    | Episodios                |
| ---- | --------------------- | ---------------------- | ------------------------ |
| 2001 | Las nieblas de Avalon | Morgause               | 2 episodios              |
| 2009 | Georgia O'Keeffe      | Georgia O'Keeffe       | Película para televisión |
| 2012 | Luck                  | Claire Lachay          | 6 episodios              |
| 2014 | The Killing           | Coronel Margaret Rayne | 6 episodios              |
| 2016 | El secreto de Adam    | Claire Warren          | 12 episodios             |
| 2021 | La historia de Lisey  | Amanda Debusher        | 8 episodios              |
| 2025 | Zero Day              | Sheila Mullen          | 6 episodios              |

## Teatro
- Burn This (1987-1988)
- The Heidi Chronicles  (1989-1990)

## Premios y nominaciones
Premios Óscar
| Año  | Categoría               | Trabajo            | Resultado |
| ---- | ----------------------- | ------------------ | --------- |
| 1995 | Mejor actriz de reparto | Nixon              | Nominada  |
| 1996 | Mejor actriz de reparto | El crisol          | Nominada  |
| 2000 | Mejor actriz            | Candidata al poder | Nominada  |

Premios Globo de Oro
| Año  | Categoría                            | Trabajo            | Resultado |
| ---- | ------------------------------------ | ------------------ | --------- |
| 1996 | Mejor actriz de reparto              | El crisol          | Nominada  |
| 2000 | Mejor actriz – Drama                 | Candidata al poder | Nominada  |
| 2009 | Mejor actriz – Miniserie o telefilme | Georgia O'Keeffe   | Nominada  |

Premios Primetime Emmy
| Año  | Categoría                           | Trabajo               | Resultado |
| ---- | ----------------------------------- | --------------------- | --------- |
| 2002 | Mejor actriz de reparto - Miniserie | Las nieblas de Avalon | Nominada  |
| 2010 | Mejor actriz - Miniserie            | Georgia O'Keeffe      | Nominada  |

Premios SAG
| Año  | Categoría                                  | Trabajo            | Resultado |
| ---- | ------------------------------------------ | ------------------ | --------- |
| 1995 | Mejor reparto                              | Nixon              | Nominada  |
| 1995 | Mejor actriz                               | Nixon              | Nominada  |
| 2000 | Mejor actriz                               | Candidata al poder | Nominada  |
| 2009 | Mejor actriz de TV - Miniserie o Telefilme | Georgia O'Keeffe   | Nominada  |

Premios BAFTA
| Año  | Categoría               | Trabajo | Resultado |
| ---- | ----------------------- | ------- | --------- |
| 1995 | Mejor actriz de reparto | Nixon   | Nominada  |

### Independent Spirit Award
| Año  | Categoría    | Trabajo nominado | Resultado |
| ---- | ------------ | ---------------- | --------- |
| 2000 | Mejor actriz | The Contender    | Candidata |

### Satellite Awards[4]
| Año  | Categoría                                 | Trabajo nominado     | Resultado |
| ---- | ----------------------------------------- | -------------------- | --------- |
| 1996 | Mejor Actriz Secundaria - Drama           | The Crucible         | Candidata |
| 1997 | Mejor Actriz - Drama                      | La tormenta de hielo | Candidata |
| 1998 | Mejor Actriz Secundaria - Comedia/Musical | Pleasantville        | Ganadora  |
| 2000 | Mejor Actriz - Drama                      | Candidata al poder   | Candidata |
| 2005 | Mejor Actriz - Comedia/Musical            | Más allá del odio    | Candidata |